# Aphrodita macroculata
Aphrodita macroculata är en ringmaskart som beskrevs av Imajima 200. Aphrodita macroculata ingår i släktet Aphrodita och familjen Aphroditidae. Inga underarter finns listade i Catalogue of Life.